# Russell Hoban
Pour les articles homonymes, voir Hoban.
Œuvres principales
- Enig Marcheur

Russell Conwell Hoban, né le 2 février 1925, décédé le 13 décembre 2011, est un écrivain américain expatrié en Angleterre. Il est auteur d’ouvrages de fantasy, de science-fiction, de romans grand public. Il s’est également illustré dans le domaine du réalisme magique, de la poésie, et de la littérature enfantine.

## Biographie

### Jeunesse
Russell Hoban naît à Lansdale, ville de Pennsylvanie à proximité de Philadelphie, de parents juifs immigrés provenant d’Ostroh (dans l’actuelle Ukraine). Son père, Abram T. Hoban, qui fut le directeur publicitaire au Jewish Daily Forward, un quotidien publié en yiddish, dirigeait par ailleurs une troupe théâtrale de Philadelphie, The Labor Institute Drama Guild de la fraternité juive américaine The Workmen’s Circle.
Russell Hoban, qui était âgé de onze ans lorsque son père mourut, fut élevé par sa mère, Jeannette Dimmerman. Elle lui avait attribué son prénom en référence à Russell Conwell (en), un pasteur baptiste de la région. Après un court passage à l’université Temple, il s’enrôla dans l’armée à 18 ans puis fut décoré de l'étoile de bronze pour avoir servi en tant qu’opérateur radio aux Philippines et en Italie lors de la Seconde Guerre mondiale.

### Vie adulte et carrière
C’est au cours de son service militaire qu’il épousa sa première femme, Lillian Aberman. Celle-ci devint par la suite auteur et illustratrice à part entière. Ils eurent quatre enfants avant leur divorce, prononcé en 1975.
Il fit carrière en tant qu’illustrateur (créant plusieurs couvertures pour le Times, le Sports Illustrated et le Saturday Evening Post) et rédacteur publicitaire – postes qu’il attribuera à plusieurs de ses personnages – avant de s’atteler à l’écriture et l’illustration de son premier livre pour enfants What Does It Do and How Does It Work? La section About the Artist de l’édition Macmillan des Contes et poèmes d’Edgar Allan Poe illustrée par Russell Hoban, mentionne son travail dans la publicité pour Batten Barton Durstine & Osborn ainsi que son poste, occupé un peu plus tard, de directeur artistique pour J. Walter Thompson. On peut y lire que « c’est ensuite un goût particulier pour la peinture de machineries lourdes qui l’amena à illustrer des livres pour enfants, prédilection qu’il put satisfaire en écrivant et illustrant What Does It Do and How Does it Work? et The Atomic Submarine. » La biographie des éditions Macmillan souligne également qu’à l’époque où un copyright a été spécifiquement attribué aux illustrations de l’ouvrage (1964), Russell Hoban vivait dans le Connectitut et enseignait le dessin à la School of Visual Arts de New York, tandis qu’il travaillait en collaboration avec sa première épouse sur leur cinquième ouvrage de littérature jeunesse.
Il écrivit exclusivement pour les enfants au cours des dix années suivantes, et fut plus connu pour ses séries de nouvelles ayant pour héroïne Frances, une enfant capricieuse (illustrée sous les traits d’un blaireau dans un premier temps par Garth Williams, puis par Lillian Hoban), dont les escapades furent en partie basées sur les expériences de ses quatre enfants, Phoebe, Brom, Esmé, Julia, et leurs amis.
| « Frances did not eat her egg. She sang a little song to it. She sang the song very softly: "I do not like the way you slide, I do not like your soft inside, I do not like you lots of ways, And I could do for many days Without eggs." » — Bread and Jam for Frances (Harper & Row, 1964). |

The Mouse and His Child (en) (« La Souris et son petit »), conte noir philosophique pour enfants, fut publié en 1967 et devint le premier long roman de Hoban. Il fut adapté en film d’animation 1977 par la branche américaine de la firme japonaise Sanrio.
En 1969, Hoban, accompagné de sa femme et de ses enfants, se rend à Londres avec l’intention de n’y résider que temporairement. Son mariage s’effondre alors et tandis que le reste de sa famille retournait aux États-Unis, il s'installa définitivement en Angleterre. Tous ses romans pour adultes, à l’exception de Enig Marcheur, Pilgermann (en) et Fremder, situent tout ou partie de leur action dans un Londres contemporain.
En 1971, Hoban écrivit un roman en usant de concepts empruntés à la nouvelle The Gift of the Magi (en), intitulé Emmet Otter's Jug-Band Christmas (en), qui lui valut de nouveaux fans et fit l'objet d'une adaptation pour la télévision diffusée en 1977 lors d'une émission spéciale produite par la Jim Henson Company pour HBO. Les illustrations de ce roman, réalisées par la première femme de Russell Hoban, Lilian, furent d'ailleurs fidèlement reproduites par les créateurs des Muppets. C'est l’histoire d’une mère et de son fils issus d’un milieu modeste qui, en s’évertuant tous deux à offrir à l’autre un Noël inoubliable, s’engagent dans une aventure inattendue. Son roman Turtle Diary publié en 1975, fut adapté au cinéma par Harold Pinter en 1985.

## Famille
Hoban eut quatre enfants de sa première femme, Lillian Aberman Hoban, dont l’un, Phoebe Hoban, est écrivain. Le couple divorça en 1975, et Russell se remaria la même année avec Gundula Ahl, employée d'une librairie londonienne en vogue, Truslove and Hanson (en). Il eut avec elle trois enfants, l’un d’entre eux étant le compositeur Wieland Hoban, à qui Enig Marcheur est dédicacé. Wieland Hoban a également inscrit l’un des textes de son père dans son œuvre musicale : Night Roads (1998-99).
Tana Hoban, la sœur de Russell Hoban (27 janvier 2006 ), était photographe et auteur de littérature jeunesse. Hoban avait également une autre sœur, Freeda Hoban Ellis, née en 1919.

## Dernières années
Angelica Lost and Found, dernier roman publié de son vivant, est paru en octobre 2010. Dans cet ouvrage, l’hippogriffe représenté dans le tableau Ruggiero Saving Angelica (« Ruggiero au secours d’Angélique ») peint par Girolamo da Carpi s’évade de la toile du XVIe siècle pour partir à la recherche d’Angélique dans le San Francisco du XXIe siècle.
Russell Hoban s’est éteint le 13 décembre 2011. Il avait auparavant fait la triste remarque que mourir marquerait sans doute une bonne évolution dans sa carrière : « Les gens diront : "en effet, on dirait qu’Hoban est un écrivain intéressant, jetons-y à nouveau un œil." ». Il fut incinéré au Mortlake Crematorium de Londres, le 4 janvier 2012.
Le roman Soonchild, illustré par Alexis Deacon, fut publié à titre posthume par Walker Books (en) en mars 2012. Walker Books (en) a annoncé la publication d’un autre roman, Rosie’s Magic Horse, illustré par Quentin Blake, dans le courant de l’année 2012.

## Réception de son œuvre
En mai 1998, Dave Awl, écrivain et acteur au sein de la troupe théâtrale expérimentale de Chicago les Neo-Futurists, lança The Head of Orpheus, le premier site internet détaillé portant sur Russell Hoban (). Considéré comme une référence sur son œuvre, le site fut nourri par Russell Hoban lui-même de nouvelles et d’informations, et ce jusqu'à sa mort. Durant l’automne 1999, Dave Awl fonda aussi The Kraken, une communauté numérique autour de Russell Hoban qui doit son nom à l’un des personnages apparaissant dans le roman The Medusa Frequency (1987). The Kraken est désormais le cœur du réseau international des fans de Hoban.
Un événement annuel fut lancé en 2002 : c'est le SA4QE soit "Slickman A4 Quotation Event" – du nom de sa fondatrice, Diana Slickman, également membre des Neo-Futurists. Il regroupe des adeptes de Hoban qui fêtent son anniversaire en inscrivant leurs citations préférées sur des feuilles A4 de couleur jaune (un motif récurrent chez Hoban) par la suite dispersées dans des endroits publics. Cet événement s'est déroulé à trois reprises avant 2004. Depuis il est organisé chaque année, avec plus de 350 citations distribuées aux quatre coins de 46 villes à travers 14 pays.
En 2005, des fans venus du monde entier célébrèrent l’œuvre de Hoban à Londres, lors de la première convention internationale organisée en l’honneur de l’auteur, The Russell Hoban Some-Poasyum (jeu de mots sur « symposium » apparaissant dans Enig Marcheur). La brochure publiée par les organisateurs afin de commémorer l’événement regroupe les hommages rendus à Hoban par des contributeurs de divers horizons, au sein desquels figurent l’actrice et femme politique Glenda Jackson, le romancier David Mitchell, le compositeur Harrison Birtwistle et le scénariste Andrew Davies.

## Adaptations théâtrales
En 1984, Hoban collabora avec la compagnie Impact Theatre Co-operative sur une pièce intitulée The Carrier Frequency. Hoban fournit le texte, qui fut mis en scène et joué par Impact. En 1999, The Carrier Frequency fut remis en scène par la compagnie Stan’s Cafe.
En février 1986, une représentation de la version théâtrale de son roman Enig Marcheur (adapté par Hoban lui-même) fut donnée en première au Royal Exchange Theatre à Waterford, en Irlande, et reçu une critique élogieuse de l’Irish Times.
En 2011, la troupe Trouble Puppet Theater Company produisit une adaptation de Enig Marcheur, avec la permission et l’aide de Russell Hoban. Connor Hopkins, directeur artistique, en fit une œuvre jouée dans un théâtre de marionnettes, et donna des représentations du 29 septembre au 16 octobre 2011 au Salvage Vanguard Theater à Austin, au Texas (États-Unis). La production, qui utilisa des marionnettes sur table inspirées de la tradition Bunraku, connut un succès à la fois populaire et critique.
En 2012, la Royal Shakespeare Company annonça qu’elle produirait une nouvelle mise en scène du roman de Hoban The Mouse and His Child, dont la première serait donnée à l’hiver, au cours de sa saison 2012-13.

## Thèmes
Hoban est souvent décrit comme un auteur de fantasy ; seuls deux de ses romans, Turtle Diary et The Bat Tattoo, sont totalement exempts d’éléments surnaturels. Cependant, les éléments fantastiques ne sont généralement présentés par Hoban que comme des développements modérément surprenants apparaissant dans une histoire par ailleurs campée dans un décor contemporain et réaliste (ce qui évoque le courant du réalisme magique). Au rang des exceptions figurent : Kleinzeit (une œuvre de fantasy comique dont les personnages incluent La Mort (Death), L’Hôpital (Hospital), et London Underground, Enig Marcheur (un roman de science-fiction dont le décor futuriste est primitif et post-apocalyptique), Pilgermann (un roman historique portant sur les Croisades), et Fremder (roman de science-fiction plus conventionnel).
Il y a, dans l’œuvre de Russell Hoban, une répétition fréquente des mêmes images et thèmes dans des contextes différents : par exemple, plusieurs de ses livres font référence aux lions, à Orphée et Eurydice, à Perséphone, à Vermeer, aux décapitations, aux maladies cardiovasculaires, à la persistance rétinienne, ou encore à Odilon Redon et à King Kong.

## Œuvres

### Romans
- The Lion of Boaz-Jachin and Jachin-Boaz (1973),  (ISBN 0-8128-1624-2)
- Kleinzeit (en) (1974),  (ISBN 0-670-41458-1)
- Turtle Diary (en) (1975),  (ISBN 0-394-40199-9)
- Riddley Walker, 1980,  (ISBN 0-671-42147-6), traduction française de Nicolas Richard, Enig Marcheur, éd. Monsieur Toussaint Louverture, 2012
- Pilgermann (en) (1983),  (ISBN 0-671-45968-6), traduction française de Robert Davreu, Pilgermann, la chouette, éd. Mazarine, 1995
- The Medusa Frequency (en) (1987),  (ISBN 0-87113-165-X), traduction française de Robert Davreu, Fréquence Méduse, éd. Payot, 1990
- Fremder (1996),  (ISBN 0-224-04370-6)
- Mr. Rinyo-Clacton's Offer (1998),  (ISBN 0-224-05121-0)
- Angelica's Grotto (1999),  (ISBN 0-7475-4611-8)
- Amaryllis Night and Day (en) (2001),  (ISBN 0-7475-5285-1)
- The Bat Tattoo (2002),  (ISBN 0-7475-6022-6)
- Her Name Was Lola (2003),  (ISBN 0-7475-7024-8), traduction française de Pierre Guglielmina : Elle s'appelait Lola, Paris, Fayard, 2005, 270 p.  (ISBN 2-213-62268-X)
- Come Dance with Me (2005),  (ISBN 0-7475-7452-9)
- Linger Awhile (2006),  (ISBN 0-7475-7984-9)
- My Tango with Barbara Strozzi (2007),  (ISBN 978-0747590286)
- Angelica Lost and Found (2010),  (ISBN 978-1-4088-0660-9)

### Sélection d'ouvrages de littérature jeunesse et de romans pour jeunes adultes
- Série Frances the Badger : Bedtime for Frances, Bread and Jam for Frances, etc. (1960–1970)
- The Mouse and His Child (en) (1968, réédition 1990),  (ISBN 0-06-022378-2) (aussi un film en 1977)
- Emmet Otter's Jug-Band Christmas (en) (1971, réédition 1992),  (ISBN 0-89966-951-4) (aussi une spéciale télé en 1977)
- Egg Thoughts and Other Frances Songs (1972) (poésie),  (ISBN 0-06-022331-6)
- How Tom Beat Captain Najork and his Hired Sportsmen (1974),  (ISBN 0-224-00999-0)
- A Near Thing for Captain Najork (1975),  (ISBN 0-224-01197-9)
- The Twenty Elephant Restaurant (1978)
- La Corona and the Tin Frog (1979),  (ISBN 0-224-01397-1)
- The Marzipan Pig (en) (1986),  (ISBN 0-224-01687-3)
- The Trokeville Way (1996),  (ISBN 0-224-04631-4)
- The Last of the Wallendas (1997), (poésie),  (ISBN 0-340-66766-4)
- Soonchild (en) (2012),  (ISBN 9781406329919)

### Autres travaux
- The Carrier Frequency (1984) (pièce de théâtre)
- Sous le Titre de Deadtime Stories for Big Folk : Deadsy and the Sexo-Chanjo et Door (1989, 1990) (les textes et animations du film d'animation sont de David Anderson (en))
- The Second Mrs Kong (1994) (libretto pour opéra composé par Harrison Birtwistle)
- The Moment under The Moment (1992) (plusieurs histoires, un libretto, un essai et des croquis)

### Film
- Turtle Diary (1985)

## Autres sources
- Hoban, Russell. "Writers' Rooms: Russell Hoban". Guardian, Books (Writers' Rooms Series). Guardian Media Group (2008); consulté le 22 mars 2009.
- Martin, Tim. « Russell Hoban: Odd, and Getting Odder ». Independent on Sunday. 22 janvier 2006 (« Russell Hoban should be putting his feet up, but his novels are as passionate and perplexing as ever. Tim Martin finds out what keeps the writer firing on all cylinders into his eighties, as he grants us a rare interview. »)
- McCalmont, Katie. "Interview: Russell Hoban". 6 novembre 2008; consulté le 22 mars 2009 (« Russell Hoban talks to Katie McCalmont about his forthcoming novel and why at 83 years old he's proud of what he's done. »)
- Wroe, Nicholas. "Russell Hoban: Life at a Glance", in Secrets of the Yellow Pages. Guardian. 22 mars 2009. ("Russell Hoban, an illustrator and would-be artist, was decorated for bravery against the Nazis. After returning to New York he found success with stories for children. He then moved to England and achieved cult status with his novel Riddley Walker. Now 77, he aims to write a book each year.)